# Hyponerita ockendeni
Hyponerita ockendeni là một loài bướm đêm thuộc phân họ Arctiinae, họ Erebidae.